# Johann Gregor Mendel (trein)
De Johann Gregor Mendel (EC 78/79)  was een Europese internationale trein voor de verbinding Praag - Wenen met stops in Břeclav en Brno. De trein was genoemd naar de Tsjechische bioloog Mendel.